# Tatık (Karaisalı)
Tatık ist eine Ortschaft (Köy) im Landkreis Karaisalı der türkischen Provinz Adana mit 63 Einwohnern (Stand: Ende 2024). Im Jahr 2011 hatte der Ort Tatık 65 Einwohner.